# Eromanga-sensei
Eromanga-sensei (jap. エロマンガ先生) – seria light novel napisana przez Tsukasę Fushimiego i zilustrowana przez Hiro Kanzakiego, publikowana od grudnia 2013 do sierpnia 2022 nakładem wydawnictwa ASCII Media Works pod imprintem Dengeki Bunko.
Adaptacja w formie mangi z ilustracjami autorstwa Rin ukazywała się na łamach magazynu „Dengeki Daioh” od maja 2014 do maja 2021.
Na podstawie powieści studio A-1 Pictures wyprodukowało serial anime, który emitowany był od kwietnia do czerwca 2017.

## Fabuła
Historia opowiada o Masamune Izumim, licealiście, który uwielbia pisać powieści typu light novel. Nie mając żadnych zdolności artystycznych, Masamune zawsze powierzał rysowanie ilustracji swojemu anonimowemu partnerowi o pseudonimie „Eromanga-sensei”, który znany jest ze swoich nieprzyzwoitych rysunków. Oprócz pogodzenia pasji ze szkołą, Masamune musi także opiekować się jedynym członkiem rodziny – młodszą przyrodnią siostrą Sagiri, która z natury jest hikikomori. Sagiri od ponad roku nie opuściła swojego pokoju i ciągle wodzi brata za nos, mimo prób wyciągnięcia jej na zewnątrz. Kiedy jednak Masamune ogląda jedną z transmisji na żywo, podczas której Eromanga-sensei rysuje swoje ilustracje, przypadkowo odkrywa, że tajemniczym ilustratorem jest nie kto inny, jak jego własna siostra.

## Bohaterowie
- Masamune Izumi (jap. 和泉 正宗 Izumi Masamune)

Seiyū: Yoshitsugu Matsuoka 
15-letni uczeń pierwszej klasy liceum, który mieszka ze swoją przyrodnią siostrą Sagiri. Kiedy był w gimnazjum, zdobył nagrodę za napisanie light novel. Później pisze serię znaną jako Reinkarnacja srebrnego wilka i zatrudnia anonimowego ilustratora o pseudonimie „Eromanga-sensei”, który okazuje się być jego przyrodnią siostrą.
- Sagiri Izumi (jap. 和泉 紗霧 Izumi Sagiri)

Seiyū: Akane Fujita 
Przyrodnia siostra Masamune i tytułowa Eromanga-sensei. Jest 12-letnią uczennicą pierwszej klasy gimnazjum, która po śmierci matki zamknęła się w swoim pokoju prowadząc życie hikikomori. Później zaczyna wpuszczać brata do swojego pokoju i bardziej otwierać się na innych. Mimo że Masamune i kilka innych osób wie, że jest „Eromangą-sensei”, zawsze przerywa rozmowę mówiąc, że nie zna nikogo o takim imieniu. Według jej bloga, pseudonim pochodzi od nazwy wyspy i nie ma żadnego związku z żadną mangą ecchi. Przed ślubem jej matki z ojcem Masamune, nieświadomie znała go jako przyjaciela online. W anime ilustracje Sagiri są rysowane przez Tiv.
- Elf Yamada (jap. 山田エルフ Yamada Erufu)

Seiyū: Minami Takahashi 
Popularna autorka light novel, która uważa Masamune za swojego rywala. Jest leniwa i apatyczna, za pióro chwyta zaś tylko wtedy, gdy znajdzie natchnienie. Ma 14 lat i jest znana z ubierania się w stylu lolity. Po wprowadzeniu się obok domu Masamune zaprzyjaźnia się z nim i zaczyna udzielać mu rad. Z czasem rozwinęła wobec niego romantyczne uczucia i wyznała mu je. Jej prawdziwym imieniem jest Emily Granger (jap. エミリー・グレンジャー Emirī Gurenjā).
- Muramasa Senju (jap. 千寿 ムラマサ Senju Muramasa)

Seiyū: Saori Ōnishi 
Odnosząca sukcesy powieściopisarka, która sprzedała ponad 14,5 miliona egzemplarzy swoich serii. Jest fanką Reinkarnacji srebrnego wilka, której Masamune jest autorem, i jest zła po tym, gdy decyduje się on zakończyć serię. Próbowała powstrzymać go od napisania komedii romantycznej, ale przyznała się do porażki po przegranej z nim w konkursie Light Novel Tenkaichi Butōkai (jap. ラノベ天下一武闘会 Ranobe Tenkaichi Butōkai). Jest zakochana w Masamune, jednakże zostaje odrzucona po wyznaniu mu swoich uczuć. Jej prawdziwym imieniem jest Hana Umezono (jap. 梅園 花 Umezono Hana).
- Megumi Jinno (jap. 神野 めぐみ Jinno Megumi)

Seiyū: Ibuki Kido 
Koleżanka z klasy Sagiri, która próbuje nakłonić ją do pójścia do szkoły, by się z nią zaprzyjaźnić. Jest wesołą i towarzyską dziewczyną, udającą zboczoną, mimo że tak naprawdę ma niewielkie doświadczenie w miłości.
- Tomoe Takasago (jap. 高砂 智恵 Takasago Tomoe)

Seiyū: Yui Ishikawa 
Przyjaciółka Masamune, której rodzina prowadzi lokalną księgarnię Takasago Shoten (jap. たかさご書店).
- Kunimitsu Shidō (jap. 獅童 国光 Shidō Kunimitsu)

Seiyū: Nobunaga Shimazaki 
Jeden z uczestników konkursu Light Novel Tenkaichi Butōkai, który przegrał, ponieważ Masamune zajął pierwsze miejsce, a on tylko drugie. Myśli, że Masamune jest gejem.
- Ayame Kagurazaka (jap. 神楽坂 あやめ Kagurazaka Ayame)

Seiyū: Mikako Komatsu 
Redaktorka naczelna Masamune i Muramasy.
- Chris Yamada (jap. 山田 クリス Yamada Kurisu)

Seiyū: Seiichirō Yamashita 
Starszy brat Elf i jej redaktor naczelny.

## Light novel
Seria ukazywała się od 10 grudnia 2013 do 10 sierpnia 2022 nakładem wydawnictwa ASCII Media Works pod imprintem Dengeki Bunko.
| Nr | Data wydania (język japoński) | ISBN (język japoński)  |
| -- | ----------------------------- | ---------------------- |
| 1  | 10 grudnia 2013               | ISBN 978-4-04-866081-5 |
| 2  | 10 maja 2014                  | ISBN 978-4-04-866531-5 |
| 3  | 10 października 2014          | ISBN 978-4-04-866937-5 |
| 4  | 10 marca 2015                 | ISBN 978-4-04-869334-9 |
| 5  | 10 września 2015              | ISBN 978-4-04-865381-7 |
| 6  | 10 marca 2016                 | ISBN 978-4-04-865808-9 |
| 7  | 10 września 2016              | ISBN 978-4-04-892249-4 |
| 8  | 10 stycznia 2017              | ISBN 978-4-04-892597-6 |
| 9  | 9 czerwca 2017                | ISBN 978-4-04-892950-9 |
| 10 | 10 lipca 2018                 | ISBN 978-4-04-893914-0 |
| 11 | 10 stycznia 2019              | ISBN 978-4-04-912198-8 |
| 12 | 9 listopada 2019              | ISBN 978-4-04-912892-5 |
| 13 | 10 sierpnia 2022              | ISBN 978-4-04-914493-2 |

## Manga
Adaptacja w formie mangi z ilustracjami autorstwa Rin ukazywała się w magazynie „Dengeki Daioh” od 27 maja 2014 do 27 maja 2021. Następnie wydawnictwo ASCII Media Works rozpoczęło zbieranie rozdziałów do wydań w formacie tankōbon, których pierwszy tom ukazał się 10 listopada tego samego roku. Dwunasty i zarazem ostatni tom został wydany 10 września 2021. W lipcu 2020 manga stała się jednym z siedmiu tytułów, które zostały usunięte z Books Kinokuniya w Australii ze względu na twierdzenia o promowaniu pornografii dziecięcej.
| Nr | Data wydania (język japoński) | ISBN (język japoński)  |
| -- | ----------------------------- | ---------------------- |
| 1  | 10 listopada 2014             | ISBN 978-4-04-866922-1 |
| 2  | 9 maja 2015                   | ISBN 978-4-04-865087-8 |
| 3  | 9 stycznia 2016               | ISBN 978-4-04-865518-7 |
| 4  | 10 sierpnia 2016              | ISBN 978-4-04-892172-5 |
| 5  | 10 marca 2017                 | ISBN 978-4-04-892718-5 |
| 6  | 7 października 2017           | ISBN 978-4-04-893431-2 |
| 7  | 9 czerwca 2018                | ISBN 978-4-04-893849-5 |
| 8  | 2 lutego 2019                 | ISBN 978-4-04-912351-7 |
| 9  | 9 listopada 2019              | ISBN 978-4-04-912837-6 |
| 10 | 10 czerwca 2020               | ISBN 978-4-04-913234-2 |
| 11 | 10 lutego 2021                | ISBN 978-4-04-913660-9 |
| 12 | 10 września 2021              | ISBN 978-4-04-913660-9 |

Spin-off skupiający się na postaci Elf Yamady ukazywał się w magazynie „Dengeki Daioh” od 27 lipca 2018 do 27 listopada 2019. Został zebrany w trzech tankōbonach, wydawanych od 9 lutego 2019 do 10 lutego 2020.
| Nr | Data wydania (język japoński) | ISBN (język japoński)  |
| -- | ----------------------------- | ---------------------- |
| 1  | 9 lutego 2019                 | ISBN 978-4-04-912352-4 |
| 2  | 10 października 2019          | ISBN 978-4-04-912705-8 |
| 3  | 10 lutego 2020                | ISBN 978-4-04-913023-2 |

## Anime
Adaptacja w formie telewizyjnego serialu anime została zapowiedziana we wrześniu 2016 podczas transmisji na żywo Nico Nico Live. Została zanimowana przez studio A-1 Pictures i wyreżyserowana przez Ryoheia Takeshitę. Za scenariusz odpowiada Tatsuya Takahashi, a za produkcję Shinichiro Kashiwada i Aniplex. 8 stycznia 2017 Ryohei ogłosił, że będzie rekrutował więcej animatorów za pośrednictwem serwisu Twitter. Serial był emitowany od 9 kwietnia do 25 czerwca 2017. Dwa odcinki OVA miały zostać wydane w 2018 roku, jednakże ich premiera została przesunięta na 16 stycznia 2019. Motywem otwierającym jest „Hitorigoto” (jap. ヒトリゴト) autorstwa ClariS, kończącym zaś „Adrenaline!!!” w wykonaniu TrySail. Motyw kończący 8. odcinka, „Natsuiro koi hanabi” (jap. 夏色恋花火), wykonuje Akane Fujita.

## Odbiór
W kwietniu 2017 seria light novel liczyła ponad milion egzemplarzy w obiegu.